# Otterbäcken
Otterbäcken is een plaats in de gemeente Gullspång in het landschap Västergötland en de provincie Västra Götalands län in Zweden. De plaats heeft 764 inwoners (2005) en een oppervlakte van 147 hectare. De plaats ligt aan het Vänermeer.